# ۱۶ رجب
۱۶ رجب، شانزدهمین روز از ماه رجب در تقویم هجری قمری است.
در تقویم هجری قمری قراردادی این روز صد و نود و سومین روز سال است.
مناسبت‌ها :
خروج فاطمه بنت اسد از کعبه، سه روز پس از ولادت حضرت علی (ع) (۲۳ سال قبل از هجرت)

## زادگان
- ۴۹۴ - ابن الدهان بغدادی، زبان‌شناس عراقی.